# Fajtovci
Fajtovci (en cyrillique : Фајтовци) est un village de Bosnie-Herzégovine. Il est situé dans la municipalité de Sanski Most, dans le canton d'Una-Sana et dans la fédération de Bosnie-et-Herzégovine. Selon les premiers résultats du recensement bosnien de 2013, il compte 380 habitants.

## Géographie
Le village est situé au bord de la rivière Bliha. La chute d'eau de la rivière Bliha se trouve sur son territoire ; depuis 1965, cette cascade figure sur la liste des monuments naturels géo-morphologiques de la Bosnie-Herzégovine,.

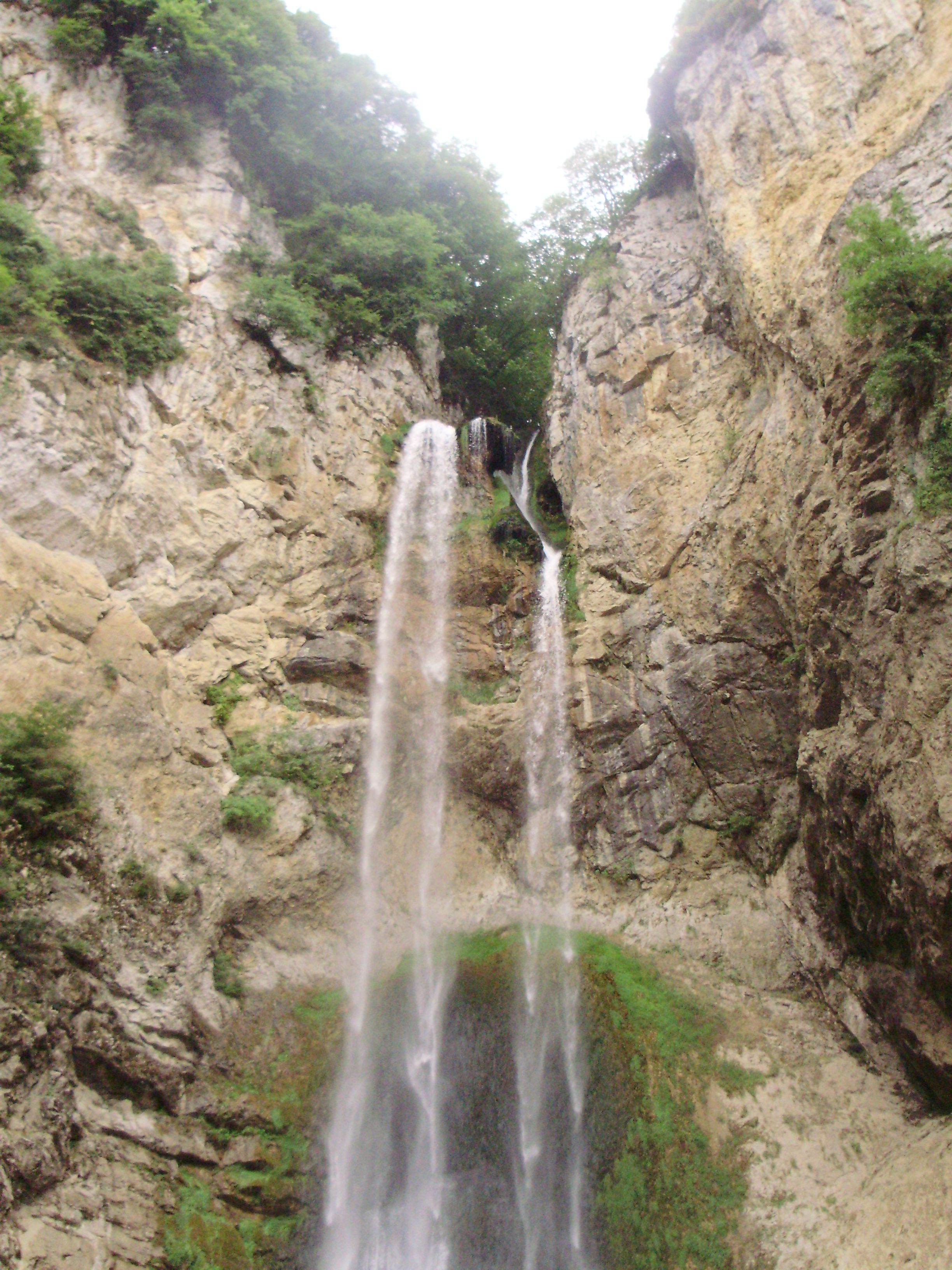
La chute d'eau de la rivière Bliha

## Démographie

### Évolution historique de la population dans la localité
| 1948 | 1953 | 1961 | 1971 | 1981 | 1991 | 2013 |
| ---- | ---- | ---- | ---- | ---- | ---- | ---- |
| -    | -    | 387  | 376  | 79   | 48   | 380  |

|  |

### Communauté locale
En 1991, la communauté locale de Fajtovci comptait 2 413 habitants, répartis de la manière suivante :